# Marcello Mugnaini
Marcello Mugnaini (Montemignaio, 12 de novembro de 1940) foi um ciclista italiano, que foi profissional entre 1964 e 1969. Os seus sucessos desportivos mais importantes seriam uma etapa ao Tour de France e dois ao Giro d'Italia. O seu irmão mais novo Gabriele também foi ciclista profissional.

## Palmarés
- 1963
  - Vencedor de uma etapa ao Tour de l'Avenir
- 1964
  - Vencedor de uma etapa ao Giro d'Italia
- 1965
  - 1r a Maggiora
  - Vencedor de uma etapa à Volta à Suíça
- 1966
  - Vencedor de uma etapa ao Tour de France
- 1967
  - Vencedor de uma etapa ao Giro d'Italia

### Resultados ao Giro d'Italia
- 1964. 7º da classificação geral. Vencedor de uma etapa
- 1965. 4º da classificação geral
- 1966. 14º da classificação geral
- 1967. 14º da classificação geral. Vencedor de uma etapa

### Resultados ao Tour de France
- 1966. 5º da classificação geral. Vencedor de uma etapa
- 1967. Abandona (13ª etapa) por queda